# جاسون كريس
جاسون كريس (بالإنجليزية: Jason Kreis)‏ هو مدرب ولاعب كرة قدم أمريكي، لاعب وسط، ولد في 29 ديسمبر 1972 في أوماها في الولايات المتحدة.

## وصلات خارجية
- جاسون كريس على موقع الاتحاد الدولي (مؤرشف)  (الإنجليزية)
- جاسون كريس على موقع الدوري الأمريكي (الإنجليزية)
- جاسون كريس على موقع قاعدة بيانات كرة القدم.إي يو (الإنجليزية)
- جاسون كريس على موقع ناشيونال فوتبول تيمز (الإنجليزية)